# Les Aventures de toi et moi
Pour les articles homonymes, voir Les Aventures de toi et moi (homonymie).

Les Aventures de toi et moi est une série de bande dessinée.
- Scénario et dessins : Tronchet
- Couleurs : Nadine Voillat

## Albums
- Tome 1 : Les Aventures de toi et moi (1998)
- Tome 2 : C'est pour la vie (2004)

## Publication

### Éditeurs
- Delcourt (Collection Humour de rire) : Tomes 1 et 2 (première édition des tomes 1 et 2).